# 勒内·卡森广场

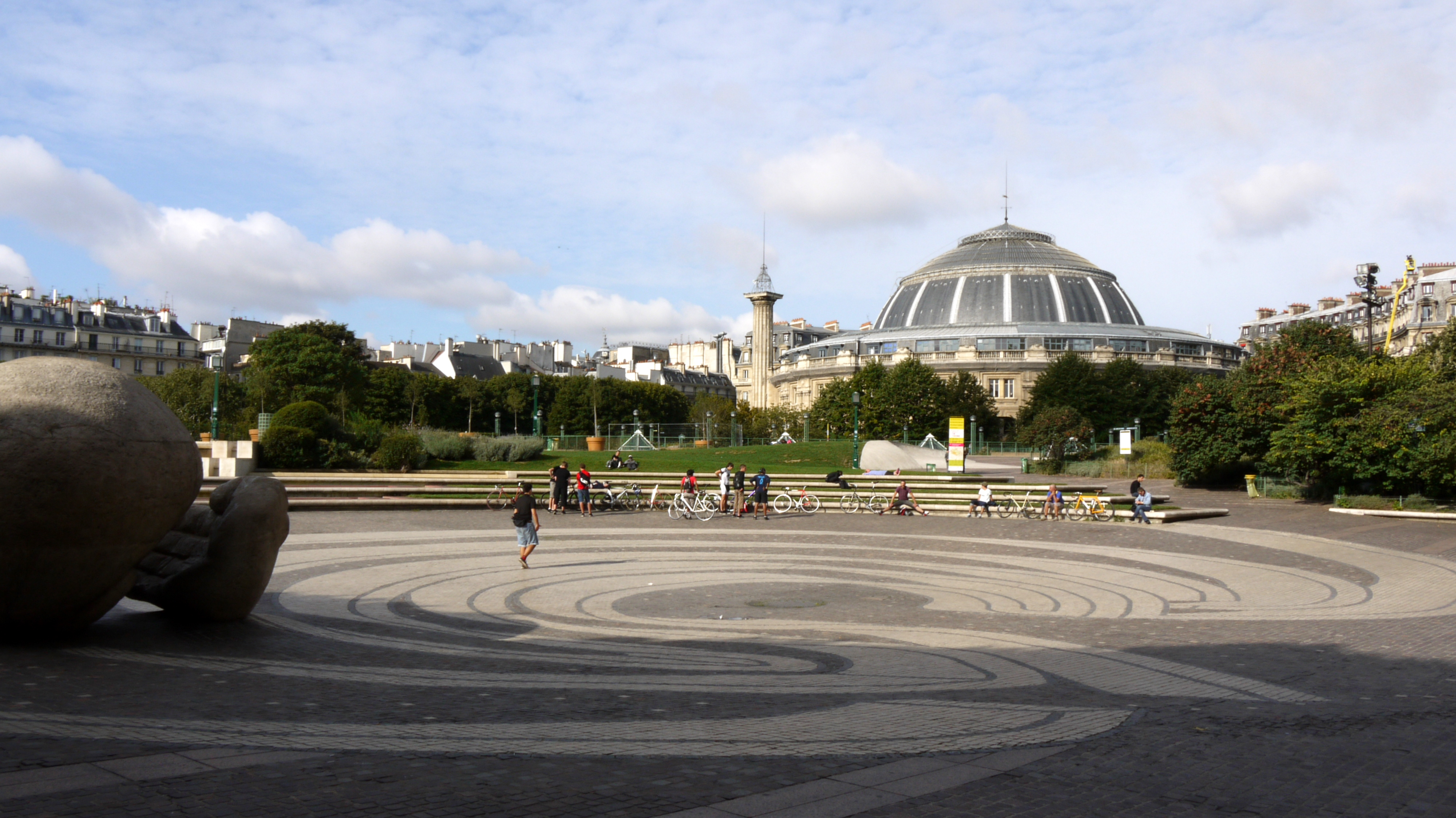

勒内·卡森广场（法語：Place René-Cassin）是 巴黎第一区的一个广场。

## 名称
广场得名于法国法学家、外交官勒内·卡森。

## 历史
广场命名于1985年4月2日。